# Hyōgo-præfekturet
Hyōgo-præfekturet (兵庫県 Hyōgo-ken) er et præfektur i Japan.
Præfekturet ligger i regionen Kansai på den vestlige del af Japans hovedø Honshū. Det har et areal på 8.401 km2
og et befolkningstal på 5.453.392 (2021) indbyggere. Hovedbyen er byen Kobe.